# Sioux Ghost Dance
Sioux Ghost Dance ist ein Kurzfilm aus den Black Maria Studios, der am 24. September 1894 von Darstellern der Buffalo Bill’s Wild West Show gedreht wurde. 

## Filminhalt
Der Film zeigt, wie sechs Indianer in voller Kriegsbemalung einen Geistertanz aufführen.

## Hintergrundinformationen
Der Filmhistoriker Charles Musser sieht diesen Film als filmhistorisch bedeutsam an, da hier zum ersten Mal in der Filmgeschichte Indianer vor der Kamera standen. Allerdings ist trotz des Titels nicht bekannt, ob es sich bei den Indianern wirklich um Sioux handelt.
Veröffentlicht wurde der Film ursprünglich unter dem Titel Ghost Dance. Wenig später folgte die Fortsetzung Buffalo Dance.